# Kazanlak
Kazanlak (en bulgare : Казанлък) est une ville du centre de la Bulgarie, située dans la vallée des roses. La vallée est parsemée de tumulus qui sont des tombeaux de Thraces.

## Population
| 1880 | 1887 | 1910 | 1934   | 1946   | 1956   | 1965   | 1975   | 1985   |
| ---- | ---- | ---- | ------ | ------ | ------ | ------ | ------ | ------ |
| -    | -    | -    | 14 843 | 20 096 | 30 934 | 44 384 | 53 593 | 61 303 |

| 1992   | 2001   | 2011   | 2021   | 2022   | - | - | - | - |
| ------ | ------ | ------ | ------ | ------ | - | - | - | - |
| 60 095 | 53 770 | 46 990 | 43 859 | 41 768 | - | - | - | - |

## Monuments
À Kazanlak se trouvent les monuments suivants, qui font partie des 100 monuments touristiques nationaux de l’Union touristique bulgare :
- Le musée de littérature et d’arts "Chudomir"
- Le parc-musée national "Chipka-Bouzloudja" - Col de Chipka
- La tombe thrace de Kazanlak – la tombe thrace la mieux préservée en Bulgarie
- Golyamata Kosmatka – tombe du roi thrace Seuthès III - Le mausolée de Seuthès III a été découvert en août 2004 par l'archéologue bulgare Gueorgui Kitov à proximité de Sofia. À l'entrée du tombeau, les archéologues ont découvert la tête en bronze du roi thrace[1]. En pénétrant dans la vaste sépulture par un long corridor prolongé par trois pièces en enfilade, ils se rendirent compte que celle-ci était inviolée et contenait un trésor inestimable dont une couronne en or, des épées, des vases de libation, des jambières, des amphores et quantité d'autres objets. En tout 130 objets furent découverts. Le poids total des objets en or avoisinait le kilogramme. La sépulture a pu être attribué à Seuthès III grâce à son nom inscrit sur un casque trouvé dans la chambre funéraire.
- La galerie d’art – Kazanlak

### Le tombeau thrace de Kazanlak
La Thrace antique recèle dans son sol de nombreux tombeaux monumentaux qui témoignent de la puissance des rois et des membres de l'aristocratie de l'époque. L'un des plus remarquables est un tombeau à coupole découvert en 1944 à Kazanlak, une ville proche du site de Seuthopolis, ancien capitale du royaume thrace des Odryses. Cette tombe datant du début du IIIe siècle av. J.-C. mesure environ 10 m3 et est composée de trois parties : un corridor (dromos) aux murs de brique, qui mène à une antichambre grossièrement bâtie qui débouche sur la chambre funéraire (tholos), dont les décorations murales ont été miraculeusement préservées malgré le pillage de la tombe. Large de 2,20 mètres de diamètre et haute de 3,20 mètres avec la coupole, cette chambre funéraire est décorée par une superbe fresque murale. La scène centrale, face à l'entrée représente le noble défunt ainsi que son épouse assis devant une table richement garnie. Ils sont entourés par des esclaves qui leur portent des offrandes en processions, tandis que derrière eux un cocher monté sur un char peine à retenir ses quatre chevaux fougueux. L'entablement de la coupole est composé d'une architrave qui est décorée de rosaces et de bucranes et surplombée d'une large frise ornée de figures peintes. Enfin dans le corridor, au-dessus d'un entablement richement décoré de motifs variés, sont disposées deux frises de guerriers qui s'opposent. L'exécution des fresques révèle chez l'artiste un sens aigu de la symétrie et de l'équilibre, ainsi qu'une maîtrise parfaite des volumes et de l'espace; enfin les couleurs sont dominées par des nuances de jaune, rouge, blanc, noir. Ces décorations qui épousent les formes architecturales du tholos, sont étrangères à l'art grec, tout comme le traitement à plat des figures sur fond neutre, sans paysage. Elles témoignent ainsi d'un art hellénistique emprunt d'éléments nouveaux provenant du fond culturel des Thraces, et donc de l'émancipation de leur civilisation.

### Musées

#### Le musée historique Iskra
Le musée historique "Iskra" à Kazanlak a été créé en 1901. Ce musée garde plus de 50 000 objets originaux, qui montrent la riche culture matérielle et spirituelle de la région de Kazanlak, dans les expositions permanentes des départements "Archéologie", "Renaissance", "Nouvelle histoire", "Ethnographie" et "Histoire Moderne". Les touristes sont intéressés par les collections de faucilles d’os (plus grandes en Europe de sud-ouest), la céramique médiévale, les armes blanches et les armes à feu, les bijoux et les costumes folkloriques. Dans la salle du trésor se trouvent les dernières découvertes d’or, d’argent et de bronze des tombes et sanctuaires thraces dans la région. Ils incluent l’unique couronne d’or du roi Seuthès III, son casque et ses jambières, un équipement d’équitation complet d’or et d’argent, une collection de monnaie rare et d’autres objets de l’époque thrace. Le musée garde, explore et popularise l’entier patrimoine thrace de la région de Kazanlak, qui inclut également toutes les tombes thraces de la Vallée des rois de Thrace.

#### Musée de la rose[3]
La première exposition au musée de la Rose de Kazanlak (Rosa sect. Gallicanae) a eu lieu en 1967 et en 1969 elle est devenue un musée de la rose, qui est unique au monde. Le Musée de la rose contient environ 15000 objets, liés à la cueillette et la production des roses en Bulgarie. Le musée dispose d’une collection importante d’objets, photos et documents qui découvrent l’histoire de la production des roses galliques en Bulgarie. Le musée présente également des outils pour le traitement des jardins de roses et des récipients, qui servent à contenir et ensuite exporter l’huile essentielle de rose et l’eau de rose. Dans le musée, on a créé une restauration d’un magasin d’huile de rose et du premier laboratoire pour l’huile de rose, créé en 1912 par le professeur de chimie à l’école de Kazanlak Christo Yaramov. Un objet remarquable de l’exposition est un récipient d’huile de rose qui a été utilisé pour la dernière fois en 1947, mais on peut toujours sentir l’arôme de la rose dedans. On propose aussi une confiture de roses et une liqueur de roses sur place. Dans le musée sont présentés les outils, les meubles et les vêtements traditionnels pour les gens qui vivent dans la Vallée des roses.

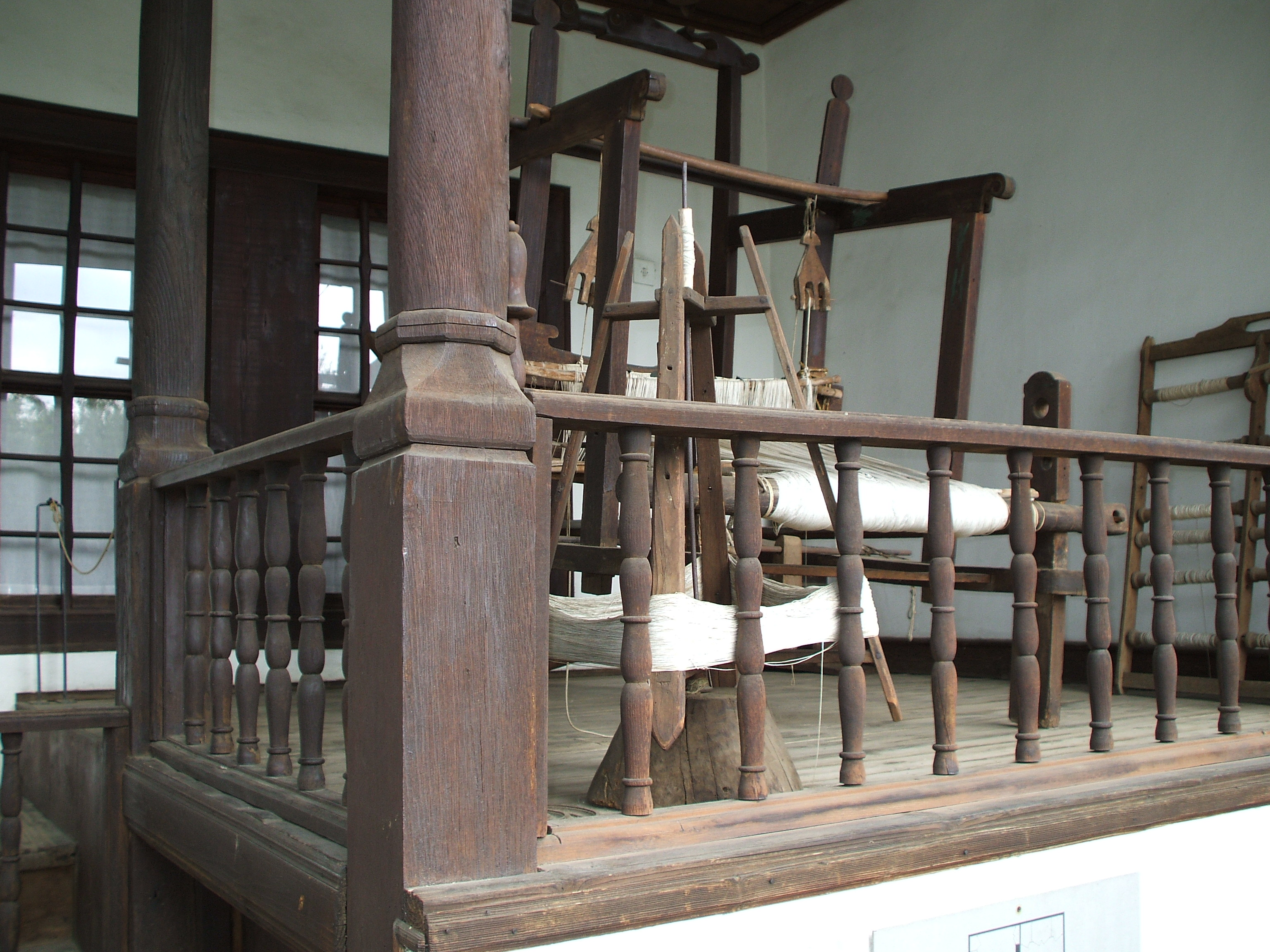
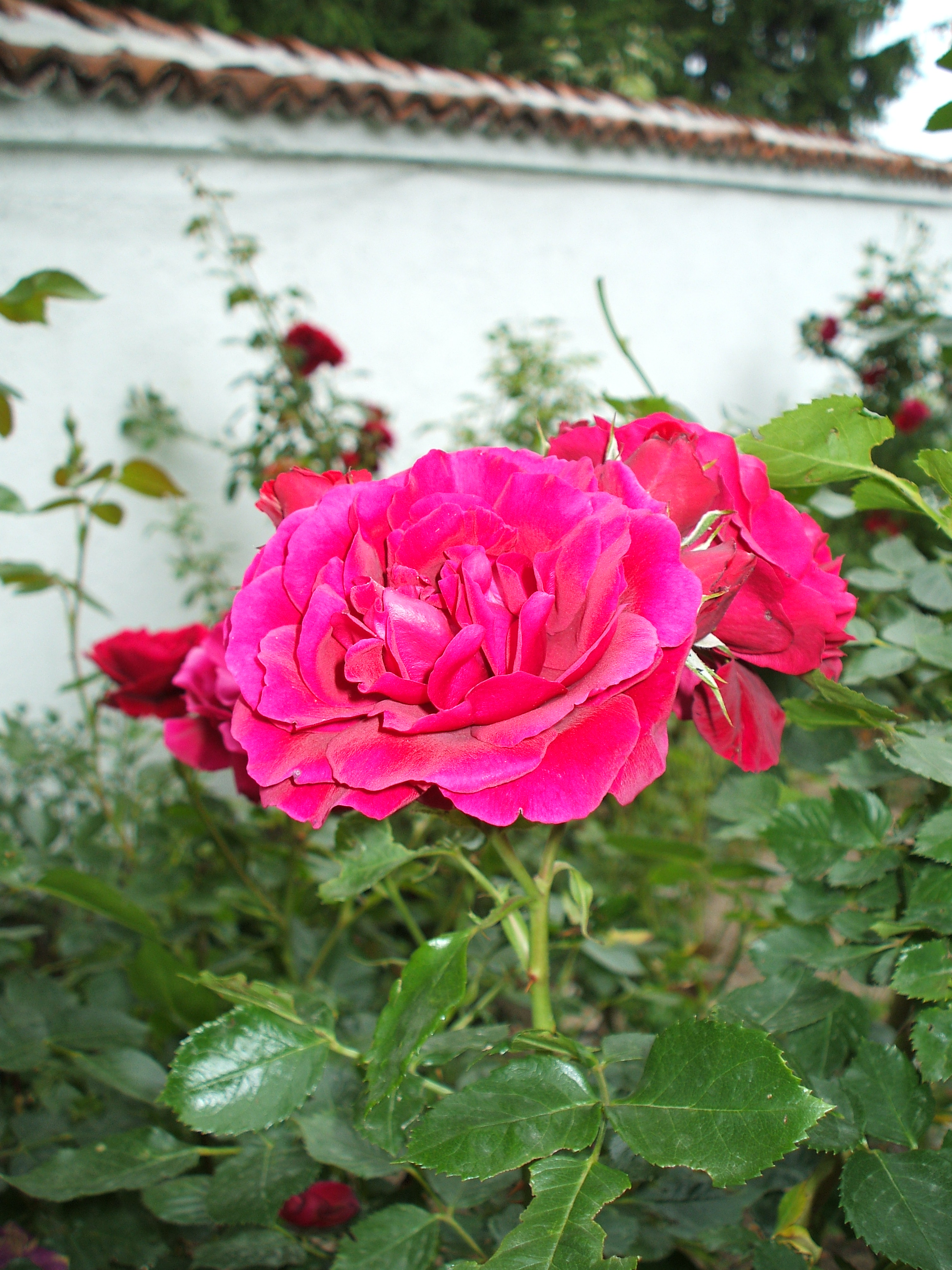
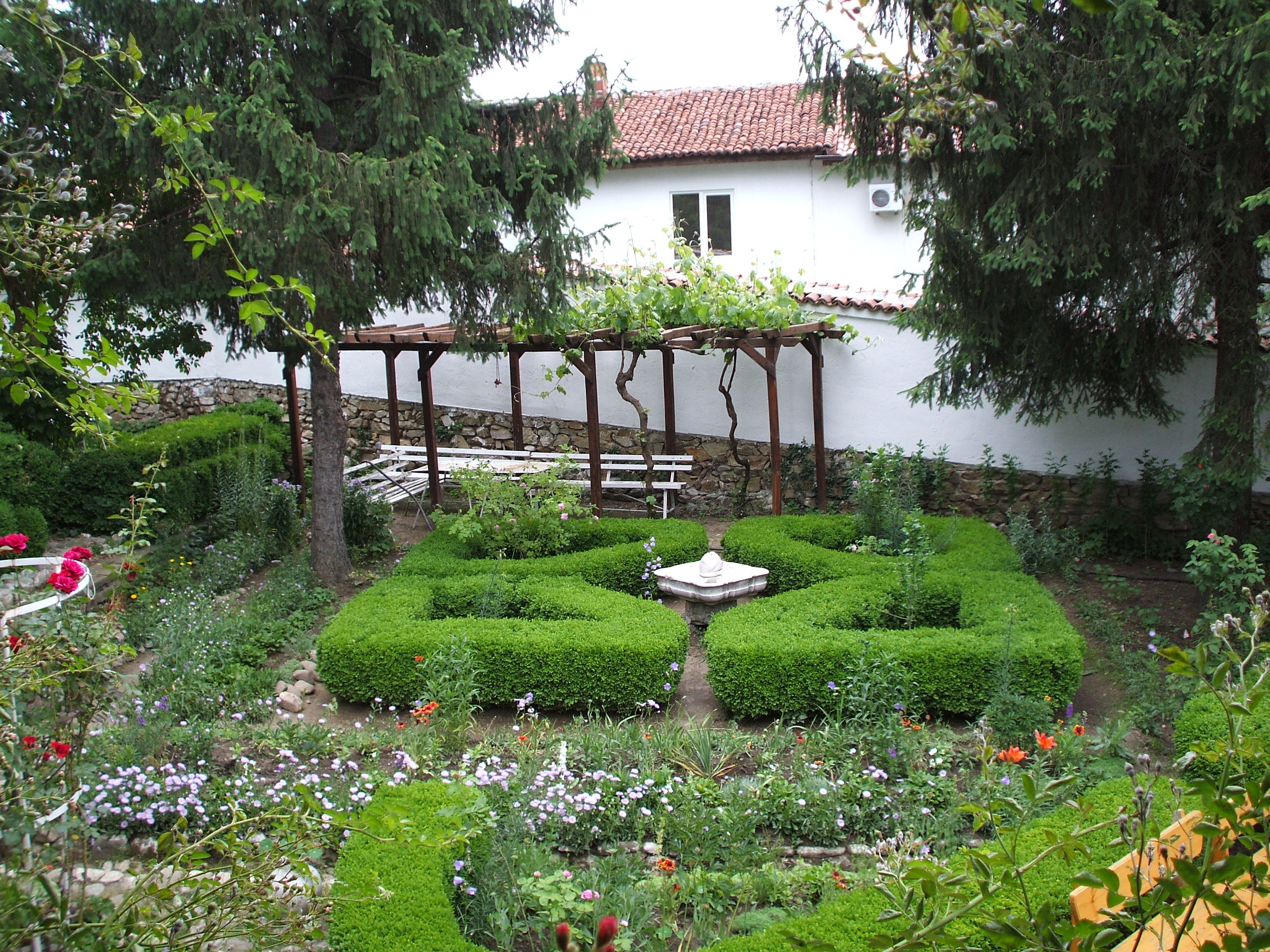
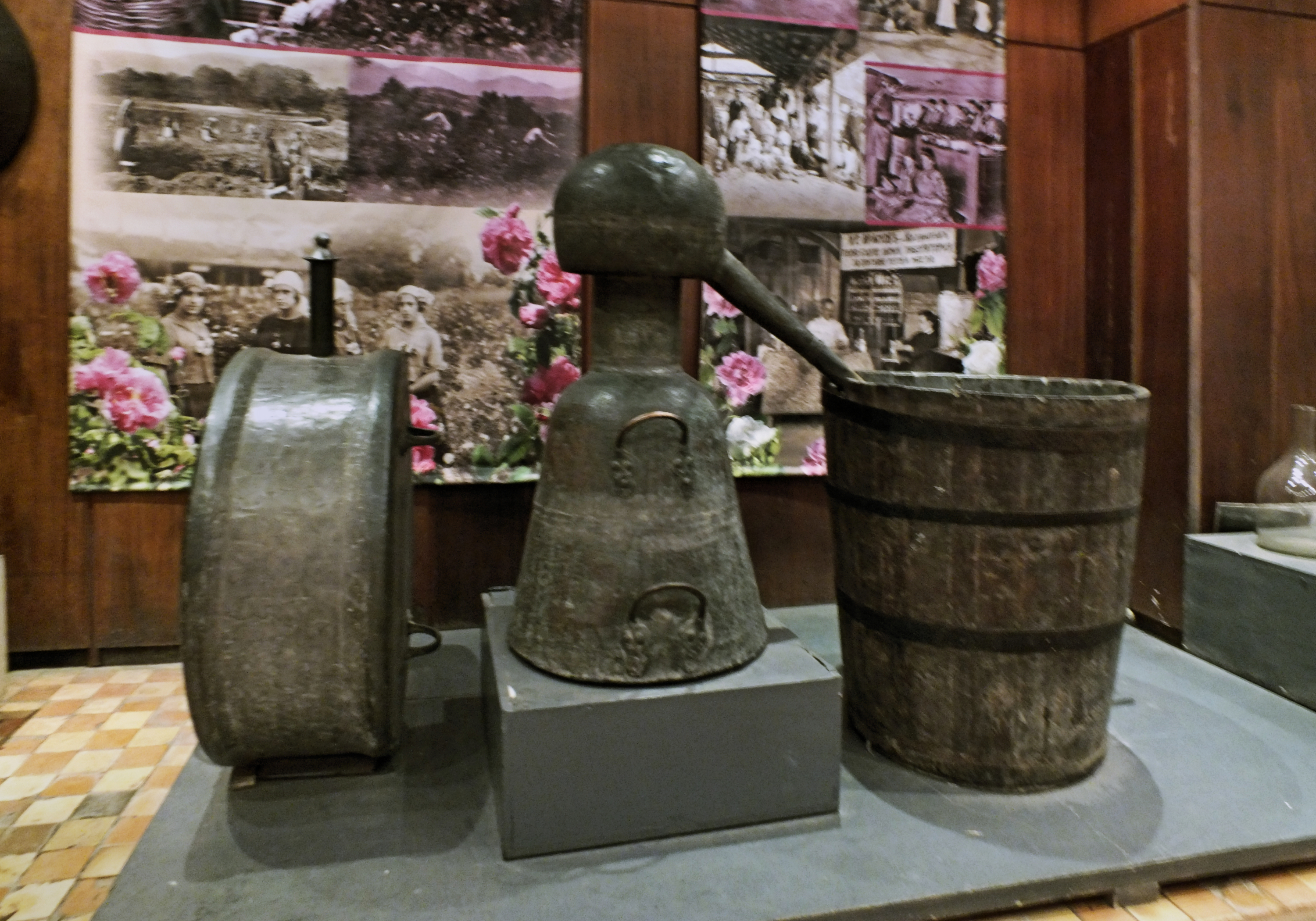

## Événements réguliers
La Fête de la rose,
En 2014, on a fêté le 111e anniversaire de la Fête de la rose à Kazanlak. La fête a eu lieu pour la première fois en 1903. Normalement, elle a lieu pendant les premiers jours fériés au mois de juin. Kazanlak et Karlovo sont connues comme le centre de la production et le traitement des roses bien avant la Libération. Au départ, pendant plusieurs années ce n’était qu’une occupation, mais en 1930, les jardins des roses, la belle nature et architecture et l’industrie de rose locale sont devenus une destination touristique attractive. En 1969, c’est devenu une fête nationale. La plus grande fête a eu lieu à Karlovo en 1975. C’est là qu’on a choisi pour la première fois une Reine des roses – c’était l’écolière Stefka Harlova. Un grand spectacle a été organisé au stade de la ville avec des extras, des Bai-Ganios, un hélicoptère qui pulvérisait de l’eau de rose, des ensembles folkloriques et des kukeri, et la fête a été retransmise à la télévision nationale et aussi à Intervision. Au stade, qui a été spécialement renouvelé pour la fête, sont venus plus de 30 000 visiteurs, parmi lesquels il y avait environ 3 500 étrangers. Une scène de ce spectacle a été utilisée pour le film Avalanche,. Chaque année, la fête est célébrée en mai et en juin à Karlovo, Kazanlak et Pavel banya (obchtina). Elle commence par le rituel "Cueillette" dans les champs de roses en dehors des villes. Des démonstrations sont organisées dont ébullition des roses avec des technologies traditionnelles et modernes. Il y a des processions, un concours "Reine de la rose", des fêtes folkloriques, des concerts, etc. En plein air, des artisans et des artistes présentent des œuvres de l’artisanat traditionnel et des arts appliqués.

## Économie
À la suite de la Guerre russo-turque de 1877-1878, le gouvernement de la Principauté de Bulgarie décide de créer une fabrique de canon dans la ville de Roussé. En 1884, cette usine est transformée en arsenal. En 1924, le Roi Boris III de Bulgarie décide de  le transférer sur le site de Kazanlak. La République populaire de Bulgarie renomme ses arsenaux en Usine N°10 au lendemain de la Seconde Guerre mondiale. Dans les années 1990, la jeune République bulgare privatise son complexe militaro-industriel donnant naissance à la firme Arsenal.